# Tibia (Computerspiel)
Tibia ist eines der ältesten und erfolgreichsten Massen-Mehrspieler-Online-Rollenspiele (Massive Multiplayer Online Role Playing Game, kurz MMORPG) Europas. Tibia wird vom Regensburger Softwareentwickler CipSoft entwickelt und vermarktet. Weltweit spielten 2006 mehr als 250.000 Menschen aktiv Tibia.

## Übersicht
Die damaligen Studenten Stephan Börzsönyi, Guido Lübke, Ulrich Schlott und Stephan Vogler begannen 1995 mit der Konzipierung und Programmierung von Tibia an der Universität Regensburg. Das Ziel war es, ein Multi User Dungeon mit grafischer Benutzeroberfläche zu erschaffen, da andere gängige Online-Rollenspiele bisher lediglich ein textbasiertes Interface besaßen. Der erste Server ging am 7. Januar 1997 an der Universität Regensburg online.
In den folgenden Jahren stieg die Bekanntheit von Tibia stetig an. Im Jahr 2000 wurden die ersten Werbeeinnahmen erzielt; im Juni 2001 gründeten Börzsönyi, Lübke, Schlott und Vogler die Firma CipSoft GmbH. Durch die anhaltend wachsende Anzahl der Spieler ging im Dezember 2001 schließlich ein zweiter Spielserver online. Um die beiden Spielwelten, auf denen völlig unabhängig voneinander gespielt wurde, auseinanderzuhalten, bekam der ursprüngliche Server den Namen Antica, während die neue Spielwelt Nova getauft wurde. Seit Oktober 2009 können Spielcharaktere gegen Gebühr auf einen anderen Server wechseln. Dadurch sind die verschiedenen Spielwelten nicht mehr vollständig unabhängig voneinander.
Tibia wurde 2009 von etwa 300.000 aktiven Spielern auf 77 verschiedenen Spielservern gespielt. CipSoft beschäftigte 2023 über 90 Mitarbeiter und erwirtschaftete einen Jahresumsatz von mehr als 24 Millionen Euro.
Das Spiel wird derzeit in einem Zyklus von ca. 6 Monaten (Winter- & Sommerupdate) aktualisiert, wobei neue Inhalte eingefügt, neue Funktionen eingeführt, oder auch Fehlerbehebungen durchgeführt werden.

## Spielprinzip

### Registrierung
Um in das Spiel einzusteigen, muss der Spieler zunächst auf der Internetseite von Tibia einen Account und eine virtuelle Spielfigur (meist Charakter oder kurz Char genannt) auf einer der 77 Spielwelten erstellen. Anschließend kann er mit der
Client-Software in das Spiel einsteigen oder es (ab April 2011) direkt als Flash-Version im Browser spielen. Die Flash-Version wurde am 26. Oktober 2017 eingestellt, sodass aktuell nur über die offizielle Client-Software das Spiel genutzt werden kann. Das Erstellen von Charakteren und das Herunterladen der Software ist kostenlos.

### Client-Software
Wie bei zahlreichen anderen Online-Spielen (z. B. Dark Age of Camelot, World of Warcraft) benötigt der Spieler eine Client-Software, die sich mit dem Spielserver verbindet, das Aussehen und Geschehen in der virtuellen Welt grafisch und textuell darstellt und die Aktionen des Spielers an den Server übermittelt. Ab April 2011 ermöglicht CipSoft seinen Spielern Tibia als Flashversion direkt über die Homepage im Browser zu spielen. Derzeit gibt es Clients für Windows und Linux (nativ). Ein Client für Mac wurde von der Community vielfach gefordert und die Portierung wird mittlerweile von CipSoft in Erwägung gezogen.
Die Darstellung der Spielwelt erfolgt in einer isometrischen Third-Person-Perspektive und ist komplett zweidimensional. Es werden ausschließlich
Bitmaps bzw. Sprites zur Darstellung verwendet. Diese Form der Darstellung ist technisch veraltet. Zahlreiche Spieler schätzen allerdings den „Charme“ dieser antiquierten Grafikdarstellung aus nostalgischen Gründen.
Neben dem Bereich für die grafische Darstellung des Spielgeschehens hat der Client noch einen Textein- und -ausgabebereich, womit der Spieler mit anderen Spielern oder Nicht-Spieler-Charakteren kommunizieren oder auch Zaubersprüche aufsagen kann. Der rechte Rand des Client-Fensters ist für die Anzeige der persönlichen Ausrüstung, der Erfahrungs- und Fertigkeitspunkte, und verschiedener taktischer Spielfunktionen und -informationen vorgesehen.
Seit dem 27. September 2022 wurden in das Spiel Musik und Effekte integriert, nachdem es ca. 25 Jahre ohne diese ausgekommen war.

### Premium-Accounts
Obwohl es möglich ist, Tibia kostenfrei für unbegrenzte Zeit zu spielen, wird den Spielern an vielen Stellen der Erwerb eines kostenpflichtigen Premium-Accounts nahegelegt. Dieser eröffnet dem Nutzer eine Vielzahl zusätzlicher Möglichkeiten. So ist es beispielsweise möglich, als Premium-Spieler mit der Spielfigur weitere Inseln und Kontinente der Spielwelt zu besuchen, während ein sogenannter „Free-Account-Charakter“ nur auf dem Hauptkontinent Tibia agieren darf. Weiterhin kann ein Premium-Spieler seinen Charakter „promovieren“, was ihm zusätzliche Fähigkeiten wie schnellere Regeneration und das Erlernen weiterer Zaubersprüche ermöglicht. Ein Premium-Charakter kann außerdem Wohnungen und Häuser in den Städten der Tibia-Welt mieten und diese nach eigenen Vorlieben einrichten. Auch das Reisen mit Schiffen wird dem Spieler ermöglicht, wodurch Reisezeiten auf ein Minimum reduziert werden können. Zusätzlich gibt es noch einige weitere kostenpflichtige Services, wie kosmetische Outfits, Support-Items oder erweiterte Funktionen.

## Spielwelt

### Spielkonzept
Jede Spielfigur hat eine von ihrer Spielstufe (im Spiel Level oder Experience Level genannt) abhängige Höchstzahl an Treffer- und Manapunkten. Je mehr Trefferpunkte („Hitpoints“) ein Charakter hat, desto mehr Schaden kann ihm zugefügt werden, bis er stirbt. Die Manapunkte symbolisieren die magische Energie, die dem Charakter zur Verfügung steht, um Zauberstäbe oder Zauberformeln zu nutzen. Damit sich Treffer- und Manapunkte regenerieren können, muss die Spielfigur Nahrung aufnehmen. Nahrungsmittel sind in Tibia sehr vielfältig; so können Fleisch, Pilze oder andere Nahrungsmittel aus getöteten Kreaturen gewonnen werden, Beeren von Sträuchern geerntet oder Brot aus Mehl und Wasser gebacken werden. Das Benutzen von Heiltränken oder speziellen Runen (in scheibenähnlichen Steinen konservierte magische Energie) kann ebenfalls Treffer- und Manapunkte wiederherstellen.
Neben den levelabhängigen maximalen Treffer- und Manapunkten kann die Spielfigur auch verschiedene Fähigkeiten verbessern. Diese Fähigkeiten sind die Magiestufe (engl.: Magic level), Faustkampf (engl.: Fist fighting), Kampf mit Stabwaffen (engl.: Club fighting), Schwertkampf (engl.: Sword fighting), Axtkampf (engl.: Axe fighting), Fernkampf (engl.: Distance fighting), Verteidigung (engl.: Shielding) und Angeln (engl.: Fishing). Je nach gewählter Klasse kann die Spielfigur gewisse Fähigkeiten schneller aufleveln. Ein Ritter (Knight) steigt beispielsweise schneller in Nahkampffertigkeiten auf als ein Zauberer (Sorcerer), welcher wiederum schneller in seiner Magiestufe aufsteigt und somit offensive Zaubersprüche viel effizienter einsetzen kann.
Wird der Spielfigur ein größerer Schaden zugefügt, als diese Trefferpunkte hat, so stirbt sie. Der Tod der Spielfigur bedeutet nicht das Ende des Spiels, birgt aber erhebliche Nachteile. So verliert der Charakter Teile seiner Ausrüstung, verliert Erfahrungspunkte und steigt möglicherweise ein oder mehrere Spielstufen ab. Nur der Erwerb bestimmter (teurer) Ausrüstungsgegenstände und/oder Blessings („Segnungen“) kann diesen Schaden reduzieren.
Die Motivationen der Spieler und letztendlich die Ziele des Spiels sind es, eine möglichst hohe Spielstufe zu erreichen, Reichtum und wertvolle Gegenstände zu erwerben, viele Quests zu lösen und die stärksten Monster zu besiegen. Um dies zu erreichen, ist es erstrebenswert, zunächst eine Ausrüstung mit angemessenem Verteidigungswert zu tragen bzw. Zaubersprüche zu erlernen. Eine bessere Ausrüstung und starke Zauberformeln sind zwar teurer und aufwändiger zu erstehen, jedoch richtet ein Spieler mit besserer Ausrüstung mehr Schaden an und kann sich gegen Angriffe besser verteidigen. Ein essenzielles Spielkonzept ist daher das Looten (Untersuchen und Plündern) getöteter Monster. Hat ein Spieler ein Monster besiegt, so kann er dessen Körper öffnen und dort Goldmünzen, Nahrung, Waffen, Schilde, seltene Gegenstände und vieles mehr finden. Durch das Sammeln des Goldes und den Verkauf der angeeigneten Gegenstände ist es möglich, Geld zu verdienen, um sich damit eine bessere Ausrüstung zu kaufen oder auch die monatliche Miete für ein Haus zu zahlen.

### Tutorial
Betritt der Spieler mit seinem Charakter das erste Mal die Spielwelt von Tibia, so findet er sich zunächst am Strand einer kleinen „Tutorial-Insel“ wieder. Der Spieler lernt hier zunächst Schritt für Schritt die Bedienung des Spiels kennen. Dies beinhaltet die Steuerung des Spielcharakters, die Kommunikation mit NPCs, das Angreifen von Monstern, das Lösen von Aufgaben (sog. Quests) die Interaktion mit Gegenständen in der Spielwelt und das Verwalten der persönlichen Ausrüstung. Hat der Spieler das Tutorial absolviert, so gelangt er in den nächsten Spielabschnitt, die sogenannte Neulings-Insel Rookgaard.
Erfahrene Spieler können das Tutorial überspringen und direkt nach Rookgaard springen. Jedoch erhalten sie dann nicht die Gegenstände und Erfahrungspunkte, die sie in der ersten Quest erhalten können, sondern lediglich einen Apfel.

### Rookgaard
Rookgaard, auch Newbie-Island bzw. -Insel oder kurz nur Rook genannt, ist eine von der restlichen Spielwelt komplett abgeschnittene Insel. Hier muss sich der Spieler zunächst genug Erfahrungspunkte sammeln, bis er Level 8 erreicht hat. Erst nach Erreichen von Level 8 darf der Spieler einen der vier Klassen (Zauberer, Druide, Ritter, Paladin) wählen und gelangt auf den Hauptkontinent Tibia.
Auf Rookgaard ist es nicht möglich, andere Spieler anzugreifen oder zu töten. Dieses Konzept ermöglicht es unerfahrenen Spielern, in Ruhe die Spielwelt kennenzulernen und hindert gleichzeitig daran, das Spiel mit massenhaft generierten Spielfiguren zu „überfluten“.
Diese Insel wurde allerdings durch „Dawnport“ ersetzt.

### Klassen
Ein Charakter, der genug Erfahrungspunkte gesammelt und Level 8 erreicht hat, kann sich vom Orakel in Rookgaard auf die Island of Destiny („Schicksalsinsel“) transportieren lassen, um dort einen von vier verschiedenen Klassen auszuwählen. Der Spieler hat die Wahl zwischen Knight (Ritter), Paladin (Fernkämpfer), Sorcerer (Zauberer) und Druid (Druide).
Als Ritter (engl.: Knight) hat die Spielfigur die größten Fähigkeiten im Bereich des Nahkampfes und des Abblockens physischer Angriffe. Ein Knight erhält mit jedem Level die meisten zusätzlichen maximalen Trefferpunkte, aber nur eine kleine Anzahl zusätzlicher Manapunkte. Zudem steigt er am schnellsten in den Nahkampffähigkeiten, wie Axt- oder Schwertkampf und Verteidigung (Shielding) auf. Der Knight ist somit am besten geeignet, ein Monster direkt mit körperlichen Angriffen zu bekämpfen und dessen Angriffe wiederum effektiv abzublocken. Die Grenzen des Knights sind dann erreicht, wenn eine Kreatur völlig unempfindlich gegenüber physischen Angriffen ist, zum Beispiel ein Geist (Ghost). In diesem Fall ist er auf die Unterstützung von Magie angewiesen, mit welcher er aber weniger Schaden anrichten kann als zum Beispiel ein Zauberer oder Druide auf der gleichen Spielstufe.
Der Paladin (engl.: Paladin) ist spezialisiert auf den Fernkampf. Daher steigt er am schnellsten im Distance fighting auf und kann Fernwaffen wie Pfeil und Bogen, Speere, Steine usw. am effektivsten einsetzen. Der Vorteil dabei ist, dass ein Paladin seinen Gegner mit einigem Abstand angreifen kann. Dies schützt ihn vor direkten Treffern durch den Gegner, falls dieser ausschließlich Nahkampffähigkeiten besitzt. Die meisten schwachen Kreaturen sind dadurch leicht zu besiegen, jedoch nutzen zahlreiche stärkere Monster auch Magie und Fernwaffen, um entfernte Angreifer zu attackieren. Paladine sind in der Zauberkunst etwas begabter als Knights und können einige zusätzliche Zaubersprüche erlernen und diese auch relativ effektiv einsetzen.
Der Zauberer (engl.: Sorcerer) ist der Meister der offensiven Magie. Er steigt am schnellsten in seiner Magiestufe auf und kann schon auf niedrigen Spielstufen mit Zaubersprüchen und Runen großen Schaden bei seinen Gegnern anrichten. Dazu kann ein Zauberer sogenannte Runen herstellen; das sind scheibenähnliche Steine, in die mit einem Zauberspruch eine bestimmte magische Wirkung konserviert werden kann. Der Zauberer muss dazu eine „leere“ Rune in die Hand nehmen und einen Zauberspruch aufsagen. Zum Beispiel kann er durch den Zauberspruch adori flam eine Rune herstellen, die bei ihrer Benutzung einen Feuerball auf den Gegner schießt. Zauberer sind jedoch sehr empfindlich, was direkte physische Angriffe betrifft, da sie nur sehr langsam im Shielding aufsteigen und pro Spielstufe nur wenige maximale Trefferpunkte dazugewinnen. Zauberer bleiben daher meist auf Abstand zu ihren Gegnern, um aus einem Gefecht nicht zu viel Schaden davonzutragen. Da nur sehr wenige Kreaturen gegen die typischen „Elemente“ wie Energie, Gift und Feuer gleichzeitig immun sind, ist der Zauberer ein sehr starker Angreifer.
Der Druide (engl.: Druid) ist im Spiel eine naturverbundene Figur, deren beste Fähigkeit darin besteht, andere Spieler und Monster zu heilen oder sie durch den Einsatz von Magie auf seine Seite zu ziehen und für ihn kämpfen zu lassen. Druiden steigen in ihrer Magiestufe genauso schnell auf wie Zauberer, können jedoch nicht so viele offensive Zaubersprüche erlernen. Dafür sind sie aber in der Lage, Runen herzustellen, die es Rittern und Paladinen ermöglichen, sich selbst im Gefecht schnell zu heilen. Durch den Verkauf dieser Runen können Druiden viel Geld verdienen, um gute Ausrüstungsgegenstände und starke Angriffs-Runen zu kaufen, die wiederum nur von Zauberern hergestellt werden können. Wegen seiner eher passiv ausgerichteten Natur ist der Druide der am wenigsten gewählte Klasse in Tibia. Die meisten Spieler, die mit einem Druiden spielen, nutzen diesen nur als Zweitcharakter, um eine andere Spielfigur mit Heilungsrunen zu versorgen oder mehr Geld zu verdienen.
Bei gemeinsam organisierten Jagden, sogenannten Hunts, gehen meist mehrere Spieler verschiedener Klassen zusammen auf die Jagd nach gefährlichen Kreaturen. Dabei ist es üblich, dass der Knight vorangeht und die Angriffe der Gegner auf sich zieht, da er diese am besten abblocken und verkraften kann. Zauberer und Paladine beschießen das Ziel dabei mit ihren Fernwaffen und durch magische „Geschosse“, während sich Druiden im Hintergrund halten und dafür sorgen, dass die Angreifer bei guter Gesundheit bleiben und nicht sterben.
Nach der Wahl der Klasse auf der Island of Destiny bekommt der Spieler eine kleine Grundausrüstung und muss in einem klassenspezifischen Dungeon seine neuen Fähigkeiten trainieren und weitere Erfahrungspunkte sammeln. Hat der Charakter Level 9 erreicht, darf er auf den Hauptkontinenten Tibia oder – wenn der Spieler einen Premium Account erworben hat – auf eine der anderen Inseln reisen. Damit ist die Einführungsphase des Spiels abgeschlossen und die eigentliche Spielwelt ist betreten.

## Spielmodi
Jeder der Spielserver hat einen festgelegten Spielmodus, also einen bestimmten Regelsatz, der sich direkt auf Auseinandersetzungen zwischen den Spielern auswirkt.

### Offenes PvP
Auf den meisten Spielservern wird mit offenem PvP (Open PvP; „Spieler gegen Spieler“) gespielt. Das bedeutet, dass die Spielfiguren einander angreifen und auch töten können. Jedoch gilt das nur in begrenztem Umfang. Um exzessivem Playerkilling vorzubeugen, gibt es ein automatisches Markierung- und Bestrafungssystem, das aggressive Spieler sanktionieren kann, während Spieler ungestraft bleiben, die sich gegen aggressive Spieler nur verteidigen.

### Optionales PvP
Auf Servern mit optionalem PvP ist es nicht möglich, andere Spieler anzugreifen und zu töten. Auch das indirekte Töten anderer Spieler ist erschwert, indem beispielsweise Nicht-Spieler-Kreaturen (alle Kreaturen, die die Spielfiguren angreifen) nicht geheilt werden können oder durch Magie erzeugte Gift-, Energie- oder Feuerfelder keinen Einfluss auf andere Charaktere haben.

### Hardcore-PvP
Der Hardcore-PvP-Modus ist der gleiche wie der offene PvP-Modus, mit der Ausnahme, dass es kein automatisches Bestrafungssystem gibt. Jeder Spieler kann sanktionsfrei so viele andere Charaktere töten, wie es ihm möglich ist.

## Inoffizielle Server
Seit einigen Jahren gibt es auch inoffizielle Tibia-Server (siehe Freeshard). Da es sich um inoffizielle Server handelt, kann sich nicht mit den „normalen“ Tibia-Accountdaten dort eingeloggt werden, sondern es muss ein neues Konto auf dem jeweiligen Server erstellt werden. Es wird oft nicht auf der offiziellen Tibia-Weltkarte gespielt, sondern auf selbst gestalteten Karten.
Diese inoffiziellen Server werden Open Tibia, kurz OT genannt. Sie sind frei konfigurierbar und somit nach den Wünschen des Hosts einstellbar (z. B. mehr Erfahrung, schneller in den Fähigkeiten aufsteigen, andere Zaubersprüche etc.).
Um auf einem solchen Server spielen zu können, wird eine spezielle Software benötigt, ein sogenannter IP-Changer, um den Tibia-Client so zu verändern, dass er sich statt mit dem offiziellen Tibia-Server mit einem Open-Tibia-Server verbindet.

## TibiaME
Das 2003 erschienene TibiaME war das erste MMORPG für Handys. 2009 erreichte es 40.000 Spieler, von denen 10.000 Abonnenten waren.
Es ist auf Android, iOS und über den Webbrowser und den Microsoft Store auch auf Desktop Computern kostenlos spielbar. Allerdings lässt sich, wie in Tibia auch, eine Premiumversion erwerben, mit der man zusätzliche Inhalte freischalten kann.